# 秋田県庁舎
秋田県庁舎（あきたけんちょうしゃ）は日本の東北地方にある秋田県の政治を司る県庁の入る庁舎である。所在地は秋田県秋田市山王。　

## 概要
1956年、秋田市川尻町に一団地の官公庁施設が都市計画決定された。その後、県庁舎の焼失や市庁舎の老朽化があり、県庁、市庁舎、農林省食料事務所、NHK秋田放送局、秋田裁判合同庁舎が建設された。

## 沿革
- 1871年

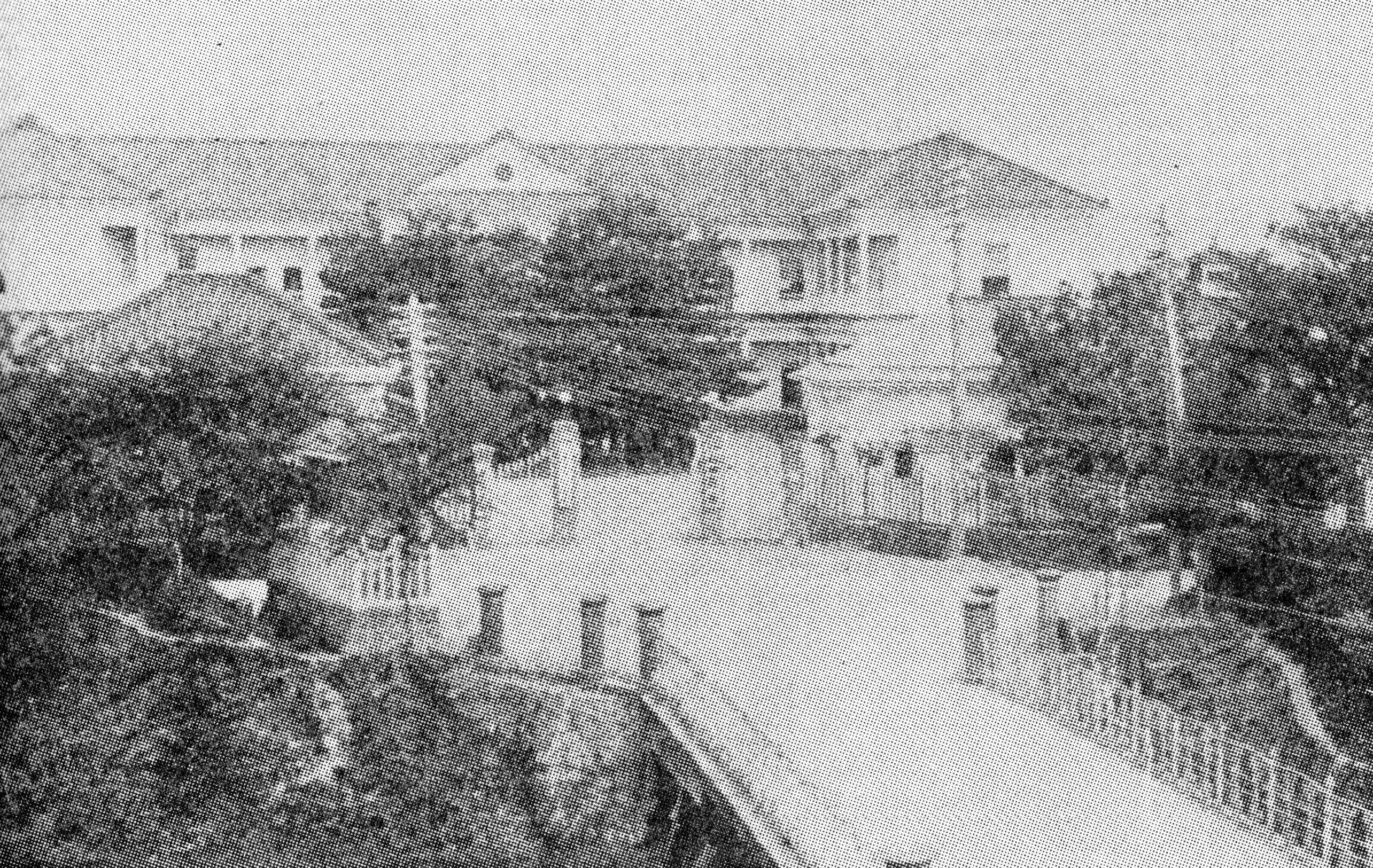
1879年竣工の秋田県庁舎

  - 8月29日（明治4年7月14日） - 廃藩置県により秋田県、亀田県、本荘県、矢島県、岩崎県を設置。
  - 12月13日（明治4年11月2日） - 上記5県と江刺県のうち鹿角郡、山形県のうち旧亀田領・旧仁賀保領を統合して秋田県を設置。
- 1872年
  - 4月20日（明治5年3月13日） - 久保田城本丸に秋田県庁を開設。
  - 11月12日（明治5年10月12日） - 久保田城が陸軍の所管となったため、秋田東根小屋町の本部学校（旧明徳館）へ移転[3]。
- 1873年（明治6年）
  - 8月24日 - 県庁舎が全焼。秋田下中城町の渋江邸を仮庁舎とする。
  - 11月27日 - 秋田長野町の空き官舎（旧佐竹北家邸）を改築して県庁とする。
- 1880年（明治13年） 4月19日 - 秋田土手長町中丁に県庁新庁舎が落成（1937年まで使用）。
- 1939年 - 新庁舎が落成。
- 1957年（昭和32年）8月12日 - 県庁舎の3分の2を火災で焼失[4]。
- 1959年（昭和34年）12月 - 秋田市川尻町字八千刈（現在の山王四丁目）に新庁舎が完成し移転。（設計：建設省営繕局）

## 本庁舎
- 竣工　1959年
- 構造　RC造、地上6階、地下1階建